# Satyrus japroa
Satyrus japroa är en fjärilsart som beskrevs av Robert Christopher Tytler 1939. Satyrus japroa ingår i släktet Satyrus och familjen praktfjärilar. Inga underarter finns listade.